# Askorbinska kiselina
Askorbinska kiselina je organsko jedinjenje koje se javlja u prirodi. Ona ima antioksidanske osobine. Ona je bela čvrsta materija. Uzorci koji sadrže nečistoće imaju svetlo žutu boju. Askorbinska kiselina se dobro rastvara u vodi, pri čemu formira blago kisele rastvore.
Askorbinska kiselina je jedna od komponenti vitamina C. Njeno ime je izvedeno iz a- (sa značenjem "ne") i scorbutus (skorbut), oboljenje izazvano nedostatkom vitamina C. Ona je derivat glukoze koji mnoge biljke i životinje proizvode, dok ljudi moraju da je unose putem ishrane. Drugi kičmenjaci koji nemaju sposobnost biosinteze askorbinske kiseline su primati, morsko prase, teleost ribe, slepi miševi, i ptice. Kod svih ovih vrsta askorbinska kiselina je dijetarni mikronutrijent (vitamin).

## Istorija
Od sredine 18-tog veka, bilo je poznato da limunov sok može da spreči pojavu skorbuta kod mornara. U početku se pretpostavljalo da do toga dolazi usled kiselosti, međutim uskoro je postalo jasno da druge prehrambene kiseline, na primer sirće, nemaju tu sposobnost. Dva norveška lekara su 1907. objavila pronalazak esencijalnog jedinjenja iz hrane koje sprečava bolest, i koje se razlikuje od jedinjenja koje sprečava beriberi. Oni su ispitivali bolesti dijetarnih deficijencija koristeći novi životinjski model na morskim prascima, koji su podložni skorbutu. Novo otkriveni prehrambeni faktor je vremenom nazvan vitamin C.
Mađarski istraživački tim predvođen Albert Sent Đerđijem, kao i američki naučnik Čarls Glen King, su tokom 1928. do 1932. identifikovali antiskorbutski faktor kao specifičnu hemijsku supstancu. Na Majo klinici, Sent Đerđi je izolovao heksuronsku kiselinu iz životinjske adrenalne žlezde. On je pretpostavljao da je to antiskorbutni faktor, ali nije mogao to da dokaže bez biološkog testa. Taj test je konačno izveden na Univerzitetu Pitsburga u Kingovoj laboratoriji, koji je radio na tom problemu godinama, koristeći morske prasiće. Krajem 1931. Kingova laboratorija je dobila adrenalnu heksuronsku kiselinu indirektno od Sent Đerđija i koristeći svoj životinjski model, dokazala da je to vitamin C početkom 1932.
Kasnije te godine, Sent Đerđijeva grupa je otkrila da je paprika, uobičajeni začin u mađarskoj kuhinji, bogat izvor heksuronske kiseline. On je poslao uzorak ove sad daleko dostupnije hemikalije Volteru Normanu Hauortu, britanskom hemičaru specijalizovanom u šećerima. Radeći sa tad asistentom direktora za istraživanja Edmundom Hirstom i njihovim istraživačkim timovima, Hauort je 1933. odredio korektnu strukturu i optički izomernu prirodu vitamina C i 1934. je objavio prvu sintezu vitamina. Hauort i Sent Đerđi su predložili novo ime jedinjenja, „a-skorbinska kiselina“. Ime je postalo L-askorbinska kiselina kad su Hauort i Sent Džerdži dokazali strukturu putem njene sinteze.
Nobelova nagrada za hemiju je dodeljena 1937. Normau Hauortu za njegov rad na određivanju strukture askorbinske kiseline (zajedno sa Polom Karerom, koji je dobio nagradu za rad na vitaminima), i nagrada za fiziologiju ili medicinu je te godine dodeljena Albertu Sent Đerđiju ja njegove studije bioloških funkcija L-askorbinske kiseline. Američki lekar Fred R. Klener M.D. je promovisao vitamin C kao lek za mnoge bolesti tokom 1950-ih putem znatnog povećanja njegovog doziranja do desetina grama dnevno injekcijama. Nobelovac Lajnus Poling je takođe preporučivao visoke doze askorbinske kiseline (on je sam koristio 18 grama dnevno) kao preventivnu meru protiv prehlade i kancera. Klenerovi rezultati su bili i ostali kontroverzni, pošto njegova ispitivanja ne zadovoljavaju moderne metodološke standarde.

## Reakcije
Struktura askorbinske kiseline podseća na šećer iz kog je izvedena. Njen prsten ima znatan broj funkcionalnih grupa koje sadrže kiseonik. Ovaj molekul je u ravnoteži sa dva ketonska tautomera, koji su manje stabilni od enolne forme. U rastvorima, ovi oblici askorbinske kiseline se brzo pretvaraju jedan u drugi.

## Antioksidansni mehanizam
Kao blag redukujući agens, askorbinska kiselina se razgrađuje pri izlaganju vazduhu, konvertujući kiseonik u vodu. Redoks reakciju ubrzava prisustvo metalnih jona i svetlost. Ona se može oksidovati elektronom do radikalnog stanja ili dvostruko oksidovati do stabilne forme pod imenom dehidroaskorbinska kiselina.
|  |

|  |

Askorbat obično deluje kao antioksidans. On tipično reaguje sa oksidansima reaktivnih vrsta kiseonika, kao što je hidroksil radikal koji se formira iz vodonik peroksida. Takvi radikali su štetni za životinje i biljke jer mogu da reaguju sa nukleinskim kiselinama, proteinima, i lipidima. Ponekad ti radikali iniciraju lančane reakcije. Askorbat može da prekine te lančane reakcije elektronskim transferom. Askorbinska kiselina je posebna po tome što može da prenese jedan elektron usled stabilnosti njenog radikalnog jona koji se naziva „semidehidroaskorbat“, dehidroaskorbat. Neto reakcija je:
.
Oksidovane forme askorbata su relativno nereaktivne, tako da ne uzrokuju ćelijsko oštećenje.
Međutim, pošto je ona dobar donor elektrona, višak askorbata u prisustvu slobodnih metalnih jona može ne samo da promoviše nego i da inicira reakcije slobodnih radikala. To je čini potencijalno opasnim prooksidativnim jedinjenjem u određenim metaboličkim kontekstima.

### Kiselost
Askorbinska kiselina, redukton, se ponaša kao vinilogna karboksilna kiselina, kod koje elektroni dvostrukih veza, slobodni elektroni hidroksilnih grupa, i karbonilne dvostruke veze formiraju konjugovani sistem. Zato što dve glavne rezonantne strukture stabilizuju deprotonisanu konjugovanu bazu askorbinske kiseline, hidroksilna grupa askorbinske kiseline je znatno kiselija od tipičnih hidroksilnih grupa. Drugim rečima, askorbinska kiselina se može smatrati enolom kod koga je deprotonisani oblik stabilizovani enolat.

## Prehrambena hemija
Askorbinska kiseline i njene natrijumske, kalijumske, i kalcijumske soli su u širokoj upotrebi kao antioksidansni prehrambeni aditivi. Ta jedinjenja su rastvorna u vodi te stoga ne mogu da zaštite masti od oksidacije. Za tu svrhu, u masnoći rastvorni estri askorbinske kiseline sa dugim lancima masnih kiselina (askorbil palmitat ili askorbil stearat) se mogu koristiti kao prehrambeni antioksidansi. Osamdeset procenata svetske ponude askorbinske kiseline se proizvodi u Kini.
Relevantni evropski prehrambeni aditivi (E brojevi) su:
1. E300 askorbinska kiselina (odobrena za upotrebu kao prehrambeni aditiv u Evropskoj Uniji,[11] SAD-u[12] i Australiji i Novom Zelandu)[13]
2. E301 natrijum askorbat (odobren za upotrebu kao prehrambeni aditiv u Evropskoj Uniji,[11] SAD-u[14] i Australiji i Novom Zelandu)[13]
3. E302 kalcijum askorbat (odobren za upotrebu kao prehrambeni aditiv u Evropskoj Uniji,[11] SAD-u[12] i Australiji i Novom Zelandu)[13]
4. E303 kalijum askorbat
5. E304 masno kiselinski estri askorbinske kiseline (i) askorbil palmitat (ii) askorbil stearat.

U proizvodnji plastike, askorbinska kiselina se može koristiti za ubrzavanje formiranja molekulskih lanaca i sa manje otpada nego tradicionalni sintetički metodi.
Ona formira isparljiva jedinjenja kad se pomeša sa glukozom i aminokiselinama.
Askorbinska kiselina je kofaktor u oksidaciji tirozina.

## Alternativna upotreba
- Askorbinska kiselina se lako oksiduje, te se koristi kao reduktant u rastvorima za razvijanje fotografija (između ostalog) i kao prezervativ.
- U fluorescentnoj mikroskopiji i srodnim tehnikama zasnovanim na fluorescenciji, askorbinska kiselina se može koristiti koa antioksidans za uvećanje fluorescentnog signala i hemijsku retardaciju boje fotoizbeljavanje.[18]
- Ona se takođe koristi za uklanjanje metalnih mrlja, kao što je gvožđe sa površina fiberglas bazena za plivanje.
- Korisnici heroina koriste askorbinsku kiselinu za rastvaranje heroina u vodi, da bi bio u obliku podesnom za unos injekcijom.[19]

## Biosinteza
Askorbinska kiselina je prisutna u biljkama, životinjama, i jednoćelijskim organizmima gde se formira iz glukoze. Neke životinje imaju sposobnost formiranja askorbinske kiseline, dok je ostale moraju unositi putem hrane. Nedostatak askorbinske kiseline uzrokuje skorbut. Reptili i stariji rodovi ptica formiraju askorbinsku kiselinu u bubrezima. Noviji rodovi ptica i većina sisara je formiraju u jetri, pri čemu je enzim -gulonolakton oksidaza neophodan za konvertovanje glukoze u askorbinsku kiselinu. Ljudi i neki drugi primati, ne izražavaju L-gulonolakton oksidazu usled genetičke mutacije, i iz tog razloga ne mogu da biosintetišu askorbinsku kiselinu. Sinteza i signalna svojstva se još uvek proučavaju.

## Industrijska priprema
Askorbinska kiselina se industrijski priprema iz glukoze metodom baziranim na istorijskim Reichsteinovom procesu. U prvom stepenu ovog petostepenog procesa, glukoza se katalitički hidrogeniše do sorbitola, koji se zatim oksiduje mikroorganizmom Acetobacter suboxydans do sorboze. Samo jedna od šest hidroksilnih grupa se oksiduje ovom enzimatskom reakcijom. Od ove tačke su moguća dva puta. Tretman proizvoda sa acetonom u prisustvu kiselog katalizatora konvertuje četiri preostale hidroksilne grupe do acetala. Nezaštićena hidroksilna grupa se oksiduje do karboksilne kiseline reakcijom sa katalitičkim oksidansom TEMPO (koji se regeneriše natrijum hipohloritom - rastvorom ze obeljavanje). Kiselinom katalisana hidroliza ovog proizvoda ima dvostruku funkciju uklanjanja dve acetalne grupe i laktonizaciono zatvaranje prstena. Ovaj stepen proizvodi askorbinsku kiselinu. Svaki od pet stepeni ima prinos veći od 90%.
Proces koji je u većoj meri biotehnološki, i koji je inicijalno bio razvijen u Kini 1960-tih a unapređen tokom 1990-tih, izostavlja primenu acetonskih zaštitnih grupa. Druge genetički modifikovane vrste mikroba (kao što je mutant Erwinia, između ostalih) oksiduju sorbozu u 2-ketoglukonsku kiselinu (2-KGA), koja zatim podleže zatvaranju prstena laktonizacijom putem dehidracije. Istraživanja s ciljem razvoja mutanta koji bi izvodio fermentaciju direktno iz glukoze do 2-KGA su u toku.

### Određivanje
Tradicionalni način određivanja sadržaja askorbinske kiseline je titracija sa oksidujućim agensom. Nekolio različitih procedura je bilo razvijeno. One su uglavnom zasnovane na jodometriji. Jod se koristi u prisustvu skrobnog indikatora. Jod se redukuje askorbinskom kiselinom, i kad sva askorbinska kiselina izreaguje, jod koji je u višku formira plavo-crni kompleks sa skrobnim indikatorom. To je indikacija krajnje tačke titracije. Alternativni pristup je tretman askorbinske kiseline sa viškom joda, čemu sledi povratna titracija natrijum tiosulfatom koristeći skrob kao indikator.
Prethodno opisani jodometrijski metod je dalje razrađen da se iskoristi reakcija askorbinske kiseline sa jodatom i jodidom u kiselom rastvoru. Elektroliza rastvora kalijum jodida proizvodi jod, koji reaguje sa askorbinskom kiselinom. Kraj procesa se određuje potenciometrijskom titracijom na način koji je sličan sa Karl Fišerovom titracijom. Količina askorbinske kiseline se može izračunati primenom Faradajovog zakona. Ovaj metod koristi oksidujući agens N-bromosukcinimid, (NBS). U ovoj titraciji, NBS oksiduje askorbinsku kiselinu u prisustvu kalijum jodida i skroba. Kad je NBS u višku (i.e., reakcija je završena), NBS oslobađa jod iz kalijum jodida, koji zatim formira plavo-crni kompleks sa skrobom, indicirajući krajnju tačku titracije.

## Literatura
- Clayden; Greeves; Warren; Wothers (2001). Organic Chemistry. Oxford University Press. ISBN 978-0-19-850346-0..
- Davies, Michael B.; Austin, John; Partridge, David A. (1991). Vitamin C: Its Chemistry and Biochemistry. Royal Society of Chemistry. ISBN 978-0-85186-333-7..
- Coultate, T. P. (1996). Food: The Chemistry of Its Components (3rd изд.). Royal Society of Chemistry. ISBN 978-0-85404-513-6..
- Gruenwald, J.; Brendler, T.; Jaenicke, C., ур. (2004), PDR for Herbal Medicines (3rd изд.), Montvale, New Jersey: Thomson PDR.
- McMurry, John (2008). Organic Chemistry (7e изд.). Thomson Learning. ISBN 978-0-495-11628-8..
- British Pharmacopoeia Commission Secretariat. „Index, BP 2009” (PDF). Архивирано из оригинала (PDF) 11. 4. 2009. г. Приступљено 4. 2. 2010.</ref>
- „Japanese Pharmacopoeia, Fifteenth Edition” (PDF). Архивирано из оригинала (PDF) 22. 7. 2011. г. Приступљено 4. 2. 2010.
- B, Davies Michael; Austin John; A, Partridge David (1991). Vitamin C: Its Chemistry and Biochemistry. The Royal Society of Chemistry. стр. 48. ISBN 978-0-85186-333-7.

## Spoljašnje veze
- Internacionalna karta hemijske bezbednosti 0379
- Inicijalni izveštaj o proceni  Organizacije za ekonomsku saradnju i razvoj
- Monograf o otrovnosti
- Interaktivna 3D-struktura vitamina C
- D-eritroaskorbinska kiselina